# Mutassim Gaddafi
Moatassem-Billah Gaddafi (em árabe:  مُعْتَصِمٌ بِٱللهِ ٱلْقَذَّافِيّ, também transliterado como Mutassim ou Al-Mu'tasim) (Trípoli, 18 de dezembro de 1974 — Sirte, 20 de outubro de 2011) foi um oficial do exército líbio e Conselheiro de Segurança Nacional da Líbia, de 2010 até sua morte em 2011. Ele é o quinto filho do então líder líbio Muammar Gaddafi e era um importante membro do círculo interno do seu pai. Para muitos, Moatassum era o provável sucessor de Gaddafi. Era integrante do Conselho de Segurança da Líbia e era considerado como uma das lideranças dos setores do regime líbio que se opunham às teses reformadoras defendidas por seu irmão Saif al-Islam.
Na batalha por Sirte, travada durante a Guerra Civil Líbia em 2011, Moatassem Gaddafi liderou as forças ainda leais ao seu pai nos confrontos contra o Conselho Nacional de Transição líbio. Segundo o Governo de Transição, Moatassem teria sido encontrado vivo e supostamente foi executado pelos rebeldes logo depois, quando a cidade caiu em 20 de outubro de 2011.
Em 25 de outubro de 2011 foi enterrado em um lugar secreto no deserto líbio junto com seu pai.